# Тенетарь
Тенетарь (рум. Tănătari) — село в Молдові в Каушенському районі. Утворює окрему комуну.

## Відомі люди
- Єрхан Пантелеймон Васильович — молдовський та румунський політик.